# Semiothisa sinicaria
Semiothisa sinicaria là một loài bướm đêm trong họ Geometridae.